# شهرک صنعتی آشتیان
شهرک صنعتی مزرعه‌نو که به‌دلیل تقسیمات کشوری و قرارگیری روستای مزرعه‌نو در شهرستان آشتیان به شهرک صنعتی مزرعه‌نو آشتیان نیز معروف می‌باشد در شهرستان آشتیان و به فاصله حدوداً ۲۳ کیلومتری از شهر آشتیان واقع گردیده است. این شهرک در مجاورت جاده اصلی آشتیان به تهران واقع و فاصله آن با محور شاهراه شمال به جنوب واقع میان اراک و تهران ۱۶ کیلومتر، اراک ۸۰ کیلومتر و تهران ۲۰۵ کیلومتر می‌باشد. همچنین این شهرک در فاصله ۷ کیلومتری راه‌آهن سراسری، ۶۳ کیلومتری ایستگاه راه‌آهن اراک و ۹۰ کیلومتری فرودگاه اراک قرار دارد.
اولین قرارداد تخصیص زمین در این شهرک به فروردین‌ماه ۱۳۷۲ برمی‌گردد و از مجموع اراضی قابل تخصیص در فاز یک با کاربری صنعتی در آن تاکنون بخشی از اراضی در قالب قراردادهای منعقده به متقاضیان اختصاص داده شده و امکان استقرار کلیه صنایع در ناحیه‌های تعریف شده فلزی، غذایی، شیمیایی، کانی غیرفلزی، برق و الکترونیک، نساجی و سلولزی و … در آن وجود دارد. این شهرک قطب صنایع پزشکی استان مرکزی می‌باشد.
شهرک صنعتی مزرعه‌نو حدود 170 هکتار مساحت دارد.